# South Pacific
South Pacific è un musical, con musiche di Richard Rodgers e testi di Oscar Hammerstein II. La storia prende spunto da due racconti brevi di James A. Michener tratti dal suo libro Tales of the South Pacific (trad. italiana Nostalgia del Pacifico, Rizzoli, 1956), vincitore del Premio Pulitzer nel 1948. Lo stesso musical vinse il Premio Pulitzer per la drammaturgia nel 1950. A Broadway, South Pacific vince dieci Tony Awards, tra i quali quello di miglior musical, ed il suo successo fu tale da ispirarne un film nel 1958. L'album venne premiato con il Grammy Hall of Fame Award 1987.
In Polinesia durante la Seconda Guerra Mondiale, Nellie Forbush, infermiera della marina statunitense, si innamora del proprietario terriero francese Emile DeBecque, ma si troverà ad affrontare i propri pregiudizi razziali quando scoprirà che l'uomo è vedovo di una nativa, con la quale ha avuto due figli, Ngama e Jerome. Parallelamente, il luogotenente Joe Cable viene accompagnato dalla vulcanica Bloody Mary nell'isola di Bali Hai, dove gli farà conoscere la sua giovane figlia Liat. Anche in questo caso, il desiderio dell'americano nei confronti della avvenente polinesiana sarà frenato dai suoi pregiudizi bigotti, e rifiuterà di sposarla. Joe Cable e Emile DeBecque si troveranno coinvolti in una pericolosa missione di spionaggio nei confronti dei nemici giapponesi, e Joe rimarrà ucciso in una battaglia. Emile torna dai figli, dove troverà ad abbracciarlo Nellie, che nel frattempo ha imparato a vincere i suoi pregiudizi convivendo con i due bambini.

## Trama

### Atto I
In un'isola del Pacifico meridionale durante la seconda guerra mondiale, due bambini mezzi-polinesiani, Ngama e Jerome, giocano e cantano insieme (Dites-Moi). Nellie Forbush, infermiera della marina statunitense proveniente da Little Rock, si è innamorata di Emile de Becque, un proprietario terriero francese che conosce da poco. Anche se tutti sono preoccupati per le sorti della guerra, Nellie si mostra fiduciosa che ogni cosa andrà bene (A Cockeyed Optimist). Anche Emile è innamorato di Nellie e i due si interrogano separatamente se l'altro possa reciprocare i propri sentimenti (Twin Sololoquies). Emile alla fine dichiara a Nellie il suo amore, ricordando come i due si erano incontrati a una serata danzante nel club degli ufficiali ed era subito scoccata una scintilla (Some Enchanted Evening). Nellie promette di pensare alla relazione con l'uomo e ritorna in ospedale, mentre Emile richiama a casa i suoi figli Ngana e Jerome, avuti da un precedente matrimonio con un'indigena.
Intanto, i Seabees e l'astuto Luther Billis si lamentano per l'assenza di donne, dato che le infermiere sono fuori dalla portata dei soldati semplici. L'unica altra donna sull'isola è una civile tonchinese, Bloody Mary, una venditrice di gonne di paglia di mezz'età che derise i marinai con i suoi modi sarcastici e civettuoli (Bloody Mary). Billis intanto dice di voler visitare Bali Ha'i per assistere alla cerimonia del cinghiale, ma gli altri Seabees lo prendono in giro perché sanno che Luther vuole solo vedere le belle giovani francesi; infatti l'accesso all'isola è vietato a tutti tranne che agli ufficiali. I marinai tornano quindi a lamentarsi per la mancanza di donne (There Is Nothing Like A Dame). Il tenente dei Marines Cable arriva a Guadalcanal per una pericolosa missione spionistica ai danni del Giappone. Bloody Mary convince il tenente ad andare a visitare Bali Ha'i, suggerendo che là potrebbe trovare cose di suo interesse (Bali Ha'i); Billis subodora un'opportunità e spinge il tenente ad andare. Cable incontra i suoi superiori, il capitano George Brackett ed il comandante William Harbison, che stanno pensando di chiedere ad Emile di unirsi alla loro missione, dato che il francese ha vissuto a lungo nell'isola in cui si svolgerà la loro impresa.
Intanto Nellie ripensa alla sua relazione con Emile e, capendo che è nata dopo una brevissima conoscenza, decide di tagliare con lui (I'm Gonna Wash That Man Right Outa My Hair); tuttavia, quando il francese le chiede di andare a un party con lui e i suoi amici accetta. Durante la serata si parla di politica ed Emile esprime il sogno della pace universale, dopo aver menzionato velocemente di essere scappato dalla Franca dopo una lite finita in tragedia con un prepotente. Emile chiede a Nellie di sposarlo e la donna accetta, per poi andarsene pensando felice al suo futuro con lui (I'm in Love with a Wonderful Guy). La missione di Cable comincia a delinearsi: il tenente si recherà in Giappone per riportare i movimenti di una nave da guerra nipponica. La marina chiede l'aiuto di Emile, ma l'uomo rifiuta, perché sogna una nuova vita con Nellie. Il comandante Harbison allora dà un periodo di permesso a Cable finché la missione non potrà essere avviata e l'uomo si reca a Bali Ha'i con Billis. Sull'isola, Billis partecipa alla cerimonia del cinghiale, mentre Bloody Mary presenta il tenente alla figlia Liat, di cui si innamora e con cui va a letto (Younger Than Springtime). Mentre Billis e gli uomini aspettano il ritorno del tenente per tornare alla sede, Bloody Mary annuncia ai Seabees che Cable diventerà suo genero (Bali Ha'i - Reprise).
Dopo la festa, Emile e Nellie si incontrano di nuovo e discutono il loro futuro insieme (Reprises: "I'm in Love with a Wonderful Guy", "Twin Soliloquies", "Cockeyed Optimist", "I'm Gonna Wash That Man Right Outa My Hair"). Emile presenta a Nellie i piccoli Ngana e Jerome e la donna si stupisce nell'apprendere che l'amato sia stato sposato con una polinesiana. Incapace di superate i propri pregiudizi razziali, Nellie lascia Emile, che riflette tristemente su come avrebbe potuto essere la loro relazione (Act I Finale - Some Enchanted Evening).

### Atto II
I militari e le infermiere mettono in scena uno spettacolo per il giorno del ringraziamento, il "Thanksgiving Follies". Nelle ultime settimana un'epidemia di colera ha imperversato per Bali Ha'i, colpendo anche Cable, che scappa dall'ospedale per raggiungere l'amata Liat. Bloody Mary incoraggia la coppia ad amarsi, passare del tempo insieme e sposarsi (Happy Talk). Conoscendo i pregiudizi della sua famiglia, Cable dice di non poter sposare Liat, cosa che sconvolge la giovane e fa infuriare Bloody Mary, che dice che la figlia dovrà sposare un proprietario terriero francese. Cable riflette sulla triste fine della sua relazione (Younger Than Springtime - Reprise). Nel numero finale delle "Thanksgiving Follies" Nellie si traveste da marinaio e canta una canzone d'amore con le altre ragazze (Honey Bun). Dopo lo spettacolo Emile chiede a Nellie di rivedere la sua posizione, ma la donna rifiuta, dicendo di non poter amare un uomo che è stato sposato con una polinesiana. Sconsolato e infelice, Emile chiede a Cable come mai lui e Nellie abbiano tanti pregiudizi ed il tenente risponde tristemente che in America l'odio razziale viene insegnato fino da piccoli (You've Got to Be Carefully Taught). Cable giura a se stesso che se sopravviverà alla missione rimarrà nel Pacifico, dato che là si trova tutto quello che ama; Emile riflette tristemente sul suo amore perduto e, senza niente da perdere, parte per la missione (This Nearly Was Mine).
Durante una battaglia aerea, il caccia pilotato da Billis viene abbattuto e l'uomo precipita nel Pacifico, facendo così dispiegare diverse navi per recuperarlo; questa è l'occasione perfetta per Emile e Cable di atterrare sull'altra parte dell'isola senza farsi notare dalle autorità giapponesi. I due riescono a comunicare agli americani le posizioni delle navi giapponesi, che vengono distrutte; sfortunatamente, un Mitsubishi A6M colloca la posizione di Emile e Cable e li attacca: il francese si salva a malapena, il tenente muore. Quando Nellie scopre della morte di Cable e della scomparsa di Emile realizza di amare perdutamente il francese e che la razza della madre dei figli è irrilevante. Bloody Mary e Liat vanno da lei in cerca di notizie su Cable e Nellie consola la giovane isolana. La missione di Cable ha permesso all'esercito americano di sferrare una potente aggressiva contro i giapponesi e i soldati che oziano sull'isola partono per la guerra. Nellie passa del tempo con Jerome e Ngana e impara ad amarli: mentre i due le insegnano a cantare "Dites-Moi", la voce di Emile si unisce alla loro, essendo tornato sano e salvo dalla missione. I quattro possono finalmente unirsi e formare una famiglia (Finale - "Dites Moi").

## Numeri musicali
Primo Atto
- Overture – Orchestra
- "Dites-Moi" – Ngana e Jerome
- "A Cockeyed Optimist" – Nellie
- "Twin Soliloquies" – Nellie ed Emile
- "Some Enchanted Evening" – Emile
- "Bloody Mary" – Sailors, Seabees e Marines
- "There Is Nothing Like a Dame" – Marinai, Seabees e Marines
- "Bali Ha'i" – Bloody Mary, Billis e Cable
- "I'm Gonna Wash That Man Right Outa My Hair" – Nellie e infermiere
- "I'm in Love with a Wonderful Guy" – Nellie e infermiere
- "Younger Than Springtime" – Cable
- Finale: Act I ("Some Enchanted Evening") – Emile

Secondo Atto
- Entr'acte – Orchestra
- Soft Shoe Dance – Infermiere e Seabees
- "Happy Talk" – Bloody Mary
- "Honey Bun" – Nellie e ragazze
- "You've Got to Be Carefully Taught" – Cable
- "Honey Bun" (reprise) – Billis
- "This Nearly Was Mine" – Emile
- "Some Enchanted Evening" (reprise) – Nellie
- Finale ("Dites-Moi") – Nellie, Ngana, Jerome ed Emile

## Personaggi e interpreti
| Personaggio          | Descrizione                                                                                       | Broadway, 1949                 | Altri interpreti |
| -------------------- | ------------------------------------------------------------------------------------------------- | ------------------------------ | --- |
| Nellie Forbush       | Giovane infermiera della United States Navy                                                       | Mary Martin                    | Christy Altomare, Joanna Ampil, Gina Beck, Janet Blair, Ann Blyth, Meg Bussert, Cloris Leachman, Florence Henderson, Iva Withers, Rosalie Craig, Gemma Craven, Jenna Russell, Kelli O'Hara, Laura Osnes, Carmen Cusack, Samantha Womack, Jenna Russell, Betsy Palmer, Meg Bussert, Karen Ziemba, Marin Mazzie, Reba McEntire, Maureen McGovern, Marcia Mitzman Gaven, Patrice Munsel, Dorothy Collins, Elizabeth Allen, Nancy Dussault, Marguerite MacIntyre, Sutton Foster, Erin Dilly, Laura Michelle Kelly, Janie Dee, Emma Williams, Julie Wilson, Iva Withers, Florence Henderson, Cathy Rigby, Alyson Reed, Kate Baldwin, Beth Malone, Erin Davie, Lauren Kennedy |
| Emile de Becque      | Ricco proprietario terriero francese, padre di Ngana e Jerome                                     | Ezio Pinza                     | George Hearn, Philip Quast, Paulo Szot, Richard Kiley, Robert Goulet, Brian Stokes Mitchell, Ricardo Montalbán, Giorgio Tozzi, Jerome Hines, Ron Raines, Dave Willetts, Julian Ovenden, John Cullum, Michael Nouri, Justino Díaz, John Owen-Jones, Jérôme Pradon, Will Swenson, Earl Wrightson, John Raitt, Tom Wopat, John Cudia, Robert Cuccioli |
| Tenente Joseph Cable | Tenente della marina militare, inviato in Giappone per una missione segreta ed innamorato di Liat | William Tabbert                | Brent Barrett, David Carroll, John Cudia, Jason Danieley, Ed Evanko, Hadley Fraser, Aaron Lazar, Don McKay, Matthew Morrison, Hayden Tee, Josh Young |
| Bloody Mary          | Spigliata tonchinese di mezz'età, si guadagna da vivere vendendo gonne di paglia                  | Juanita Hall                   | Loretta Ables-Sayre, Joanna Ampil, Christine Anu, Nell Carter, Kate Ceberano, Diosa Costello, Camille Saviola, Keala Settle, Muriel Smith, Sylvia Syms, Lillias White |
| Luther Billis        | Seabees americano di stanza nell'isola                                                            | Myron McCormick                | Bill Murray, Alec Baldwin, Danny Burstein, Ray Walston, Peter Polycarpou |
| Liat                 | La bella figlia di Bloody Mary, innamora di Cable e abitante di Bali Ha'i                         | Betta St. John                 | Carol Lawrence |
| Ngana                | Figlia di primo letto di Emile de Becque                                                          | Barbara Luna                   | June Angela |
| Jerome               | Figlio di primo letto di Emile de Becque                                                          | Michael De Leon e Noel De Leon | |

## Produzioni principali
Joshua Logan, poliedrico uomo di spettacolo, dopo aver letto i racconti del Sud Pacifico di Michener, decise di adattarli per uno spettacolo teatrale. Acquisiti i diritti dallo scrittore, ingaggiò Richard Rodgers per comporne la musica e Oscar Hammerstein II per la stesura dei testi e del libretto.
Durante la stesura del copione, il trio venne contattato dal produttore losangelino Edwin Lester, che stava cercando di piazzare la sua star emergente, Ezio Pinza, il quale fu scelto per interpretare il personaggio principale, Emile DeBecque. Per Nellie Forbush, la protagonista femminile, venne scelta l'attrice Mary Martin, già apprezzata da Hammerstein in One Touch of Venus, Liat Betta St. John, Bloody Mary Juanita Hall e Seabee Luther Billis Myron McCormick.
Nella stesura del libretto, Oscar Hammerstein incontrò serie difficoltà nella drammatizzazione della marina americana, di cui sapeva poco o nulla, come nella efficace trasposizione del dialetto tipico del sud della protagonista Nellie. Per questo motivo lo stesso Logan, veterano della Seconda guerra mondiale e conoscitore della cultura del Sud, aiutò Hammerstein nella stesura del libretto, diventando coautore.
Lo spettacolo, dopo l'anteprima del 7 marzo 1949 a New Haven ebbe la prima il 7 aprile al Majestic Theatre per il Broadway theatre arrivando a 1925 recite.
Nell'aprile 1950 ebbe la prima a Cleveland con Janet Blair e Ray Walston.
Il 1º novembre 1951 ebbe la prima per il Teatro del West End al Drury Lane (teatro) con la Martin arrivando a 802 recite.
Nel 1955 ebbe la prima al New York City Center con Carol Lawrence e Gene Saks tornando nel 1957.
Nel 1967 ebbe la prima al Lincoln Center di New York con Florence Henderson e Giorgio Tozzi.
Nel 1987 ha la prima al New York City Opera con Justino Díaz e nel 1988 al Prince of Wales Theatre di Londra con Gemma Craven.
Nel 2001 ha la prima al Royal National Theatre di Londra per la regia di Trevor Nunn con Philip Quast.
Nel 2007 ha la prima a Blackpool e nel 2008 a Cardiff con Dave Willetts.
Nel 2008 torna al Lincoln Center con Kelli O'Hara (Laura Osnes nelle repliche), Paulo Szot, Matthew Morrison, Danny Burstein e Loretta Ables-Sayre arrivando a 996 recite.
Nel 2009 va in scena a San Francisco con Carmen Cusack.
Nel 2011 ha la prima al Barbican Centre di Londra con Szot e Samantha Womack.
Nel 2012 ha la prima al Sydney Opera House ed a Melbourne con Kate Ceberano ed in seguito a Brisbane con Christine Anu.

## Premi e riconoscimenti

### Broadway, 1949
| Anno | Premio                              | Categoria                                      | Candidato                                                           | Risultato       | Note  |
| ---- | ----------------------------------- | ---------------------------------------------- | ------------------------------------------------------------------- | --------------- | ----- |
| 1949 | New York Drama Critics' Circle      | Miglior musical                                | Miglior musical                                                     | Vincitore/trice | [ 1 ] |
| 1950 | Premio Pulitzer per la drammaturgia | Premio Pulitzer per la drammaturgia            | Premio Pulitzer per la drammaturgia                                 | Vincitore/trice | [ 1 ] |
| 1950 | Tony Award                          | Miglior musical                                | Miglior musical                                                     | Vincitore/trice | [ 1 ] |
| 1950 | Tony Award                          | Miglior attrice protagonista in un musical     | Mary Martin                                                         | Vincitore/trice | [ 1 ] |
| 1950 | Tony Award                          | Miglior attore non protagonista in un musical  | Ezio Pinza                                                          | Vincitore/trice | [ 1 ] |
| 1950 | Tony Award                          | Miglior attore non protagonista in un musical  | Myron McCormick                                                     | Vincitore/trice | [ 1 ] |
| 1950 | Tony Award                          | Miglior attrice non protagonista in un musical | Juanita Hall                                                        | Vincitore/trice | [ 1 ] |
| 1950 | Tony Award                          | Miglior scenografia                            | Jo Mielziner                                                        | Vincitore/trice | [ 1 ] |
| 1950 | Tony Award                          | Miglior colonna sonora                         | Richard Rodgers                                                     | Vincitore/trice | [ 1 ] |
| 1950 | Tony Award                          | Miglior libretto di un musical                 | Oscar Hammerstein II & Joshua Logan                                 | Vincitore/trice | [ 1 ] |
| 1950 | Tony Award                          | Miglior regia di un musical                    | Joshua Logan                                                        | Vincitore/trice | [ 1 ] |
| 1950 | Tony Award                          | Miglior produzione di un musical               | Leland Hayward, Joshua Logan, Oscar Hammerstein II, Richard Rodgers | Vincitore/trice | [ 1 ] |
| 1987 | Grammy Award                        | Grammy Hall of Fame Award                      | Grammy Hall of Fame Award                                           | Vincitore/trice | [ 1 ] |

### Londra, 2001
| Anno | Premio                  | Categoria                     | Candidato                     | Risultato       | Note  |
| ---- | ----------------------- | ----------------------------- | ----------------------------- | --------------- | ----- |
| 2002 | Laurence Olivier Awards | Miglior revival di un musical | Miglior revival di un musical | Vincitore/trice | [ 2 ] |
| 2002 | Laurence Olivier Awards | Miglior attore in un musical  | Philip Quast                  | Vincitore/trice | [ 2 ] |
| 2002 | Laurence Olivier Awards | Miglior disegno luci          | David Hersey                  | Candidato/a     | [ 2 ] |

### Broadway, 2008
| Anno | Premio              | Categoria                                      | Candidato                     | Risultato       | Note  |
| ---- | ------------------- | ---------------------------------------------- | ----------------------------- | --------------- | ----- |
| 2009 | Tony Award          | Miglior revival di un musical                  | Miglior revival di un musical | Vincitore/trice | [ 3 ] |
| 2009 | Tony Award          | Miglior attrice protagonista in un musical     | Kelli O'Hara                  | Candidato/a     | [ 3 ] |
| 2009 | Tony Award          | Miglior attore non protagonista in un musical  | Paulo Szot                    | Vincitore/trice | [ 3 ] |
| 2009 | Tony Award          | Miglior attore non protagonista in un musical  | Danny Burstein                | Candidato/a     | [ 3 ] |
| 2009 | Tony Award          | Miglior attrice non protagonista in un musical | Loretta Ables-Sayre           | Candidato/a     | [ 3 ] |
| 2009 | Tony Award          | Miglior regia di un musical                    | Bartlett Sher                 | Vincitore/trice | [ 3 ] |
| 2009 | Tony Award          | Migliori costumi                               | Ann Roth                      | Vincitore/trice | [ 3 ] |
| 2009 | Tony Award          | Migliori luci                                  | Ronald Holder                 | Vincitore/trice | [ 3 ] |
| 2009 | Tony Award          | Miglior sound design                           | Scott Lehrer                  | Vincitore/trice | [ 3 ] |
| 2009 | Tony Award          | Miglior coreografia                            | Christopher Gattelli          | Candidato/a     | [ 3 ] |
| 2009 | Tony Award          | Miglior scenografia                            | Michael Yaergan               | Vincitore/trice | [ 3 ] |
| 2009 | Tony Award          | Premio Speciale                                | Robert Russell Bennett        | Vincitore/trice | [ 3 ] |
| 2009 | Drama Desk Award    | Miglior revival di un musical                  | Miglior revival di un musical | Vincitore/trice | [ 3 ] |
| 2009 | Drama Desk Award    | Miglior attore in un musical                   | Paulo Szot                    | Vincitore/trice | [ 3 ] |
| 2009 | Drama Desk Award    | Miglior attrice in un musical                  | Kelli O'Hara                  | Candidato/a     | [ 3 ] |
| 2009 | Drama Desk Award    | Miglior attore non protagonista in un musical  | Danny Burnstein               | Candidato/a     | [ 3 ] |
| 2009 | Drama Desk Award    | Miglior regia di un musical                    | Bartlett Sher                 | Vincitore/trice | [ 3 ] |
| 2009 | Drama Desk Award    | Miglior scenografia                            | Michael Yaergan               | Vincitore/trice | [ 3 ] |
| 2009 | Drama Desk Award    | Migliori luci in un musical                    | Donald Holder                 | Candidato/a     | [ 3 ] |
| 2009 | Drama Desk Award    | Miglior Sound Design in un Musical             | Scott Lehrer                  | Vincitore/trice | [ 3 ] |
| 2009 | Theatre World Award | Miglior debuttante                             | Paulo Szot                    | Vincitore/trice | [ 3 ] |
| 2009 | Theatre World Award | Miglior debuttante                             | Loretta Ables-Sayre           | Vincitore/trice | [ 3 ] |
| 2009 | Drama League Award  | Miglior revival di un musical                  | Miglior revival di un musical | Vincitore/trice | [ 3 ] |

### Londra, 2011
| Anno | Premio                  | Categoria                     | Candidato                     | Risultato   | Note  |
| ---- | ----------------------- | ----------------------------- | ----------------------------- | ----------- | ----- |
| 2012 | Laurence Olivier Awards | Miglior revival di un musical | Miglior revival di un musical | Candidato/a | [ 4 ] |
| 2012 | Laurence Olivier Awards | Miglior attore in un musical  | Paulo Szot                    | Candidato/a | [ 4 ] |
| 2012 | Laurence Olivier Awards | Migliori costumi              | Catherine Zuber               | Candidato/a | [ 4 ] |

## Pagine correlati
- South Pacific (film)
- South Pacific (film 2001)